# Émilie Riger
Œuvres principales
- Le temps de faire sécher un cœur (2018)
- Les assiettes cassées (2019)
- Mille mots pour une photo (2019)
- L'amertume du mojito (2019)
- 3 arbres (2021)
- Victoria (2022)
- Les parures de Paris (2023)

Émilie Riger, née le 19 septembre 1978 à Charenton-le-Pont est une écrivaine française dont les œuvres sont classées dans les genres nouvelles et contes.

## Biographie
Après un diplôme à l'École du Louvre, Émilie Riger est historienne de l'art spécialiste du Cambodge pendant plusieurs années, avant de devenir gérante d'un hôtel-restaurant puis diététicienne. Installée dans le Loiret à Amilly depuis 2016, elle se consacre désormais exclusivement à l'écriture.[réf. nécessaire]
Ses premiers pas dans l'édition se font sous le nom de plume d'Émilie Collins. Son alors publiés des titres comme Les Délices d'Eve ou Cœur à corps aux Éditions Jean-Claude Lattès, qui explorent la relation amoureuse, ou L'Oiseau rare chez Hachette Livre.[réf. nécessaire] En 2018, son roman Le temps de faire sécher un cœur publié aux Éditions Les Nouveaux Auteurs (Prisma Media) et Pocket, remporte le prix Roman de l'été Femme actuelle sous la présidence de Gilles Legardinier. L'intrigue porte sur le lien de deux frères dont l'un, devenu aveugle, retrouve le goût de vivre grâce à l'amour fraternel.
En 2019 sont successivement publiés L'Amertume du mojito chez Hachette Livre sur le thème des violences faites aux femmes, et Les Assiettes cassées, un roman épistolaire sur l'amour transgénérationnel.[réf. nécessaire]
Elle collabore avec le photographe Ergé, dont les œuvres accompagnent régulièrement ses écrits (Cœur à Corps en 2018 aux Éditions Jean-Claude Lattès et Mille mots pour une photo en auto édition en 2019) ou composent ses couvertures (Les assiettes cassées, Quelques mots à vous dire, Un hôtel à Paris et Point de rencontre).[réf. nécessaire]
Parallèlement à ses romans, Émilie Riger poursuit l'écriture de nouvelles. En 2018, sa nouvelle Maux comptent triple sur le harcèlement scolaire, remporte le Prix de la Nouvelle du Quais du polar sous le parrainage d’Hervé Commère. En 2018 également, Instant d’éternité remporte le Prix de la Nouvelle du Rotary Club de Bourges. Le mur des Je t’aime est publié aux Éditions Voy'el en 2019. Depuis 2019, elle participe à un recueil de nouvelles co-écrit avec trois auteurs ayant également reçu le Prix Femme Actuelle : Rosalie Lowie, Un bien bel endroit pour mourir (2017), Dominique Van Cotthem, Le sang d’une autre (2017) et Frank Leduc, Le chaînon manquant (2018).[réf. nécessaire] Les recueils Quelques mots à vous dire (2019), Un hôtel à Paris (2020) et Point de rencontre (2021) sont publiés par la plate-forme d’auto-édition Books on Demand.[réf. nécessaire]
En 2021, l’album 3 Arbres, publié chez Books on Demand est sa première incursion dans la littérature jeunesse dont elle réalise textes et illustrations.
En 2023 et 2024, elle publie deux nouveaux romans Victoria, chez Books on Demand, suivi en 2024 par Les parures de Paris. Il s'agit du premier volet d'une trilogie se déroulant au XIXe siècle dans l'univers de la Joaillerie, publié chez Jeanne et Juliette, Éditions Anne Carrière
Depuis 2019, elle anime des ateliers d’écriture afin de partager son savoir-faire et sa passion. Ces ateliers s’adressent aux adultes, mais également aux enfants (classes à thèmes en milieu scolaire) et aux adolescents (interventions en Maisons des Jeunes, projet Aux arts Lycéens).[réf. nécessaire] Novembre 2021, toujours dans l’idée de partager sa passion de l’écriture, elle participe à sa première Conférence TED à Orléans en animant une conférence intitulée « L'écriture re-créative ».

## Distinction
- Vainqueur du prix Roman de l'été Femme actuelle 2018[7] pour Le temps de faire sécher un cœur
- Prix de la Nouvelle du Quais du polar 2018 pour Maux comptent triple[3]
- Prix de la Nouvelle du Rotary Club de Bourges 2018 pour Instant d’éternité[réf. nécessaire]

## Œuvre

### Sous le nom d'Émilie Collins
- L’autre chemin, Éditions Jean-Claude Lattès, 2016.
- Les Délices d’Eve, Éditions Jean-Claude Lattès, 2017.
- Cœur à corps, Éditions Jean-Claude Lattès, 2018.
- L’Oiseau rare, Editions BMR – Hachette Livre, 2019.

### Sous le nom d’Émilie Riger
- Le temps de faire sécher un cœur, Éditions Les Nouveaux Auteurs (Prisma Media) et Pocket.
- Maux comptent triple, Éditions 12-21, 2018 (nouvelle).
- L’amertume du mojito, Éditions H’Lab (Hachette Livre), 2019.
- Les assiettes cassées, Books on Demand, 2019.
- Mille mots pour une photo, Auto édition, 2019.
- Quelques mots à vous dire, Books on Demand, 2019 (recueil de nouvelles).
- Le mur des Je t’aime, Éditions Voy'el, 2019 (nouvelle).
- Top to bottom, Éditions H’Lab ([Hachette Livre), 2020.
- Un hôtel à Paris, Books on Demand, 2020 (recueil de nouvelles).
- Point de rencontre, Books on Demand, 2021 (recueil de nouvelles).
- Victoria, Books on Demand, 2022.
- Les parures de Paris - Jeanne et Juliette, Éditions Anne Carrière, 2023.